# 掌の小説 (映画)
『掌の小説』（てのひらのしょうせつ）は、2010年3月27日公開の日本映画。川端康成の掌編集『掌の小説』を原作とした、四話の短編によるオムニバス映画。四話が独立した短編であるだけでなく、登場人物や桜のある風景など共通した部分も持ち、また最終話が映画全体の締めくくりとなっているなど、一本の長編映画としての性格も持っている。

## ストーリー
第1話「笑わぬ男」（原作：「笑はぬ男」・「死面」）
作家である男には病気の妻がいる。彼女は時々、足がさびしいと言い、足を握って欲しいと男に頼む。男はその様子に、死が彼女の足元から忍び寄ってきているのではないかと感じる。
第2話「有難う」（原作：「有難う」・「朝の爪」）
娼婦の菊子は、ふとした言葉や風景に、自分が町へ出ることになった幼い頃を思い出す。母とともに、「有難うさん」と呼ばれる一番の評判の運転手のバスに乗った日のことを。
第3話「日本人アンナ」（原作：「日本人アンナ」）
「私」は、町で見かけた少女アンナに惹かれる。彼女がロシア貴族の孤児として劇場に出演していることを知った「私」は、彼女の泊まる宿の隣の部屋に宿泊し、様子を伺う。
第4話「不死」（原作：「不死」）
手をつなぎ、桜の木の下へやって来た新太郎とみさ子。若い女性のみさ子は、久しぶりに戻ってきたこの場所で聞こえてくる風の音を懐かしいと言い、老いた男性の新太郎は何度もここで死のうと思ったと言う。そしてみさ子は、「そろそろ行きましょう」と新太郎の手を取る。

## キャスト
「笑わぬ男」
- 男：吹越満
- 妻：夏生ゆうな
- 友人K：コージー冨田
- 豆腐屋のオヤジ：有川マコト

「有難う」
- 菊子14歳：寉岡萌希
- 菊子22歳：中村麻美
- 保子：星ようこ
- 信吾：長谷川朝晴
- 老人：森下哲夫

「日本人アンナ」
- 私：福士誠治
- アンナ：清宮リザ
- 私の妹：菜葉菜
- 木賃宿の番頭：小松政夫
- 木賃宿の女中：内田春菊
- 活動写真館の使用人：内田紳一郎

「不死」
- 新太郎：奥村公延
- みさ子：香椎由宇

## スタッフ
- 監督：坪川拓史（「日本人アンナ」）・ 三宅伸行（「有難う」）・岸本司（「笑わぬ男」）・高橋雄弥（「不死」）
- プロデューサー：浅野博貴・坪川拓史・小林洋一
- ラインプロデューサー：日暮謙
- 撮影：板垣幸秀・八重樫肇春
- 照明：田中利夫
- 録音：山方浩
- 美術：太田喜久夫・井上心平
- 衣装：宮本まさ江
- メイク：清水ちえこ
- 特機：枡井正美
- 音楽：関島岳郎

## 主題歌
- Kagrra,「四季」